# LG 밴드플레이
LG 밴드플레이(LG Band Play)는 LG전자가 2015년 6월 25일에 출시한 보급형 스마트폰이다. SK텔레콤의 요청으로 출시된 SK텔레콤 전용 기종이며, 이전의 보급형들과 다르게 멀티미디어 기능을 강화했다. 2015년 6월 22일, 케이스가 유출되어 디자인이 처음 공개되었다.

## 운영 체제 / 소프트웨어

### 안드로이드 5.1 롤리팝
밴드플레이는 5.1 롤리팝을 적용하여 출시되었다.

### 안드로이드 6.0 마시멜로
2016년 5월 3일, 밴드플레이에 6.0 마시멜로가 배포되었다. 5.1 롤리팝과 크게 달라진 점은 없지만 최적화가 진행되고 4자리만 지원하던 노크 코드를 6자리에서 8자리까지 선택할 수 있도록 변경되었다.

## 특수 기능

### 레이저 오토 포커스
레이저를 이용해서 사진의 초점을 빠르게 잡는 기능이다. 야간 촬영시 피사체의 위치를 찾기 어려울 때 유용하다.

### UX 플레이
- 집중모드 : 집중모드를 켜 놓으면 그 동안 전화가 자동 거절되고 데이터와 와이파이가 꺼진다. 그리고 집중한 시간의 카운트를 제공한다.
- 사운드 테라피 : 자연의 소리로 구성된 10개의 사운드가 탑재되어 있어서 뇌파안정을 시키는 기능이다.

## 색상
- 블랙
- 화이트